# Edi Scholdan
Eduard "Edi" Scholdan (Viena, Áustria, 1911 ou 1912 – Berg-Kampenhout, Bélgica, 15 de fevereiro de 1961) foi um patinador artístico e treinador austríaco.

## Vida pessoal
Scholdan nasceu em Viena. Ele se mudou para os Estados Unidos em 1938. em 1946, ele se casou com a patinadora artística Roberta Jenks, juntos tiveram dois filhos, Ruth e Jimmy, e a enteada, Dixie Lee.

## Carreira
Scholdan representou a Áustria e competiu no Campeonato Mundial de 1933. No entanto, tornou-se mais conhecido como treinador; ele trabalhou no Broadmoor Skating Club em Colorado Springs, Colorado no começo de 1945. Entre seus alunos incluíram:
- Eva Pawlik
- Hayes Alan Jenkins[3]
- David Jenkins[3]
- James Grogan[2]
- Ina Bauer
- Karol Kennedy / Peter Kennedy[2]
- Ronnie Robertson[2]

Em 1961, Scholdan e seu filho de 13 anos morreram no acidente com o voo Sabena 548 nas imediações do Aeroporto de Bruxelas, quando viajava junto com a delegação dos Estados Unidos para disputa do Campeonato Mundial que iria acontecer em Praga, na Tchecoslováquia. Aos 50 anos de idade, no momento da sua morte, ele viajava como treinador de Gregory Kelley, Stephanie Westerfeld, Bill Hickox e Laurie Hickox. Scholdan tinha planejado levar seu filho para Viena e outros lugares na Europa, após a competição.

## Principais resultados
| Resultados         | Resultados    | Resultados    | Resultados    | Resultados    | Resultados    | Resultados    | Resultados    | Resultados    | Resultados    | Resultados    | Resultados    | Resultados    | Resultados    | Resultados    |
| Internacional      | Internacional | Internacional | Internacional | Internacional | Internacional | Internacional | Internacional | Internacional | Internacional | Internacional | Internacional | Internacional | Internacional | Internacional |
| Evento/Temporada   | 1932– 1933    |               |               |               |               |               |               |               |               |               |               |               |               |               |
| ------------------ | ------------- | ------------- | ------------- | ------------- | ------------- | ------------- | ------------- | ------------- | ------------- | ------------- | ------------- | ------------- | ------------- | ------------- |
| Campeonato Mundial | 6.º           |               |               |               |               |               |               |               |               |               |               |               |               |               |
|                    |               |               |               |               |               |               |               |               |               |               |               |               |               |               |